# 吞噬細胞

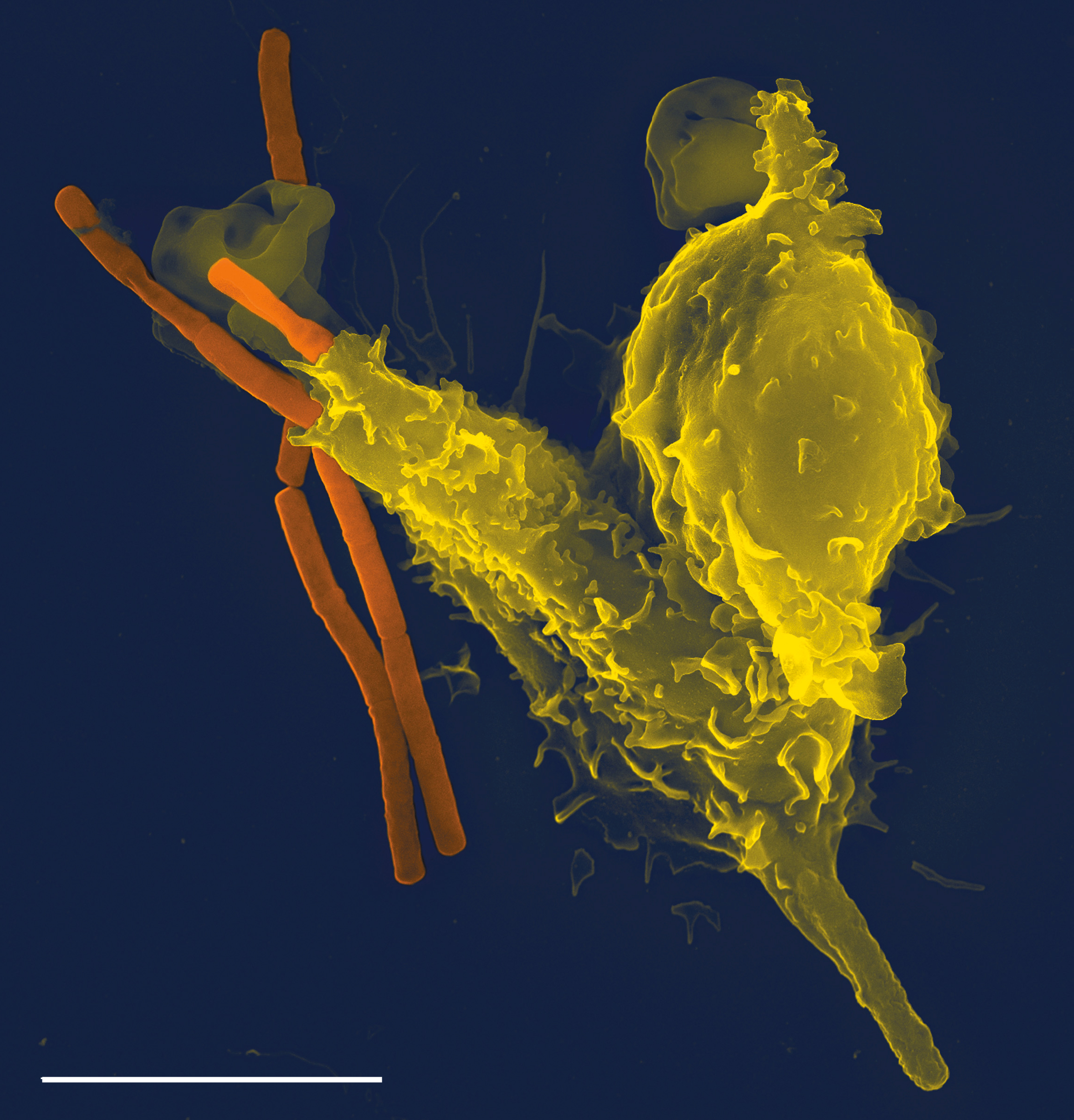
一張中性粒細胞吞噬炭疽桿菌（橘黃色）的掃描電鏡照片

吞噬細胞为一类防衛细胞，它們透過吞噬细菌、坏死細胞和凋亡细胞等有害物質来保衛有機體。其原文「Phagocytes」的前半部来自古希腊语的（phagein，意为「食用、吞食」），后半部「-cyte」为细胞（cell）的词缀，来自古希腊语的（kutos，意为「中空容器」）。吞噬细胞在对抗感染以及後續的免疫过程中不可或缺，它在整个动物界中都相当重要，在脊椎动物体内特別发达。一公升的人类血液约含六十亿个吞噬细胞。1882年，伊利亞·梅契尼可夫在研究海星幼虫时发现了吞噬细胞，並因此获得1908年诺贝尔生理医学奖。一些阿米巴的行为亦与巨噬细胞（吞噬细胞的一种）相似，说明吞噬细胞在生命进化的早期阶段就已出现。
吞噬细胞可由他们在吞噬过程中的特性分为专职（professional）與非专职（non-professional）的吞噬细胞，许多类型的白血球都是专职吞噬细胞（如嗜中性球、單核細胞、巨噬細胞、肥大細胞、樹狀細胞等）。专职吞噬细胞和非专职吞噬细胞的主要差别在于专职吞噬细胞表面具有受体分子，受体可以偵測细菌表面上一般不存在生物体内的分子。吞噬细胞除了在对抗感染的过程中发挥很大的作用，它亦能清除坏死或凋亡的细胞，使生物的各種组织保持健康状态。
在感染过程中，化學訊號使吞噬细胞前往病原体侵入处。这些化学物质可能来自细菌，也可能来自其它已经出现的吞噬细胞。吞噬细胞透過趨化作用進行移動。当吞噬细胞与细菌接触後，其表面的受体会与细菌结合，從而引導吞噬细胞将细菌吞噬，吞噬细胞隨後利用活性氧類（ROS）以及一氧化氮杀死它所吞噬的细菌。在吞噬完成后，巨噬细胞以及树突状细胞亦可参与抗原呈現的过程。在该过程中，吞噬细胞吞噬物质後會將其一部分转移到細胞表面，随后这些物质会展現给其它免疫细胞。一些吞噬细胞会移动到生物体的淋巴结，并将上述物质呈現给淋巴细胞（一種白血球），此过程对建立特异性免疫相当重要。但许多病原体都演化出了逃避吞噬细胞攻击的机制。

## 歷史

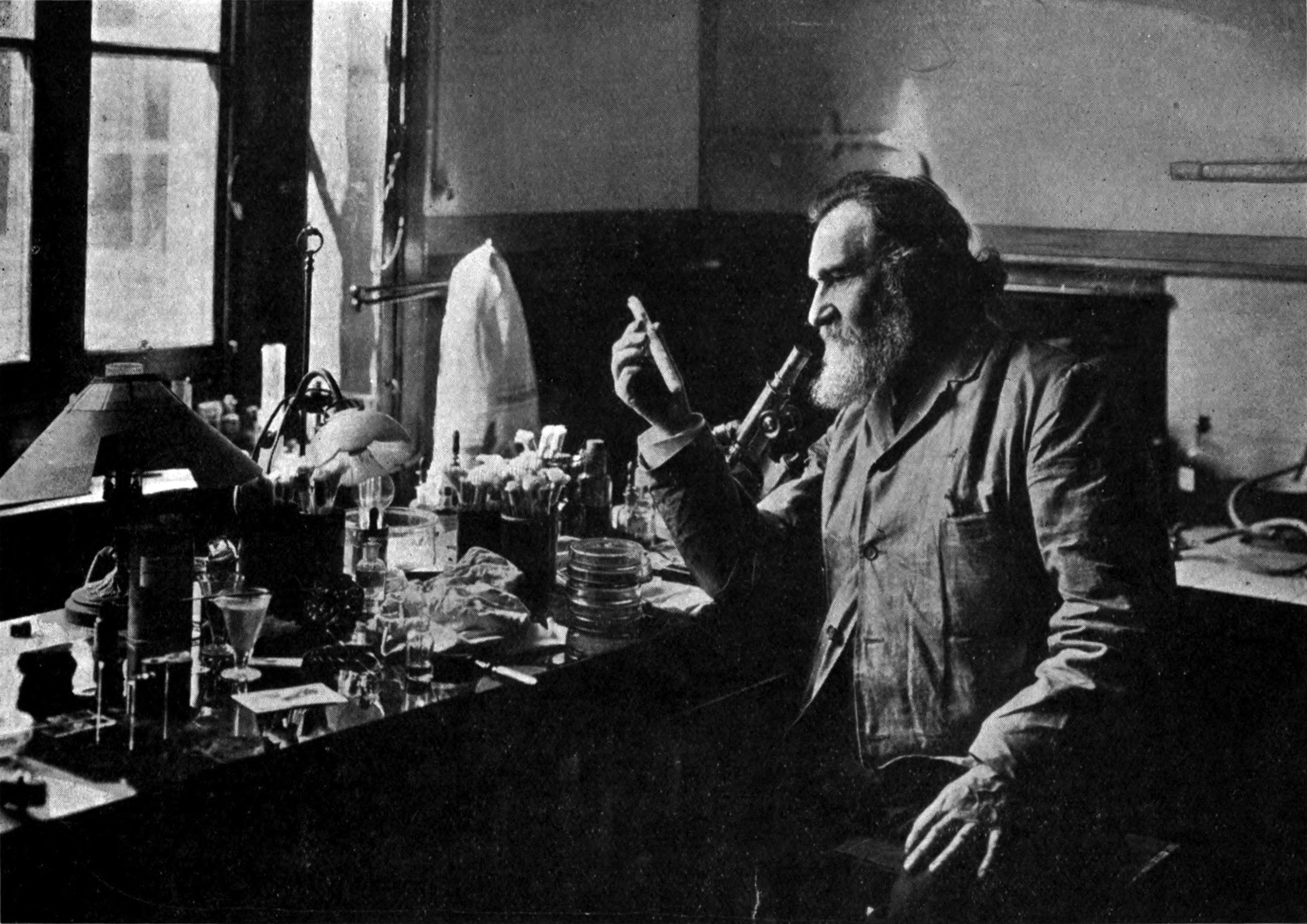
伊利亞·梅契尼可夫在他的實驗室裏

俄羅斯動物學家伊利亞·梅契尼可夫（1845–1916）爲第一個發現吞噬細胞的人。1882年，他在研究海星幼虫体内的能动（自由移动）细胞时，相信这类细胞对动物的免疫防御相当重要。为了验证他的猜想，他将一段取自柑橘树的小木刺插入海星体内，几个小时后，他注意到能动细胞聚集在了木刺周围。梅契尼可夫之后去了维也纳，和卡爾·克勞斯（Carl Friedrich Wilhelm Claus）分享他的想法。卡尔提议将梅契尼可夫发现的细胞命名为「phagocyte」。「phagocyte」一詞源于希腊语的「phagein」（吃，吞食）和「kutos」（中空容器），中文則據此譯為「吞噬細胞」。
一年之后，梅契尼可夫对水蚤进行研究，水蚤是一种微小且通体透明的淡水甲壳动物，可在显微镜下直接观察體內細胞，梅契尼可夫发现攻击水蚤的真菌都被水蚤的吞噬细胞消灭。他接著又觀察哺乳动物的白血球，发现吞噬细胞通过一种其所称为吞噬作用（phagocytosis）的过程吞食消灭掉炭疽桿菌（Bacillus anthracis，一种细菌）。梅契尼可夫随后提出，吞噬细胞为机体针对入侵生物的防御体系的重要组成部分。
1903年，阿尔姆罗思·赖特发现吞噬作用能夠透過特殊的抗体來強化，他称這種抗體为调理素（英語「Opsonin」來自希腊语「opson」，意即調味品）。梅契尼可夫因为他对吞噬细胞和吞噬作用的研究在1908年和保罗·埃尔利希共享了诺贝尔生理医学奖。
儘管人们在20世纪早期逐渐意识到这些发现的重要性，但吞噬细胞与免疫系统其他组成部分之间错综复杂的关系直到1980年代才得到阐明。

## 吞噬作用

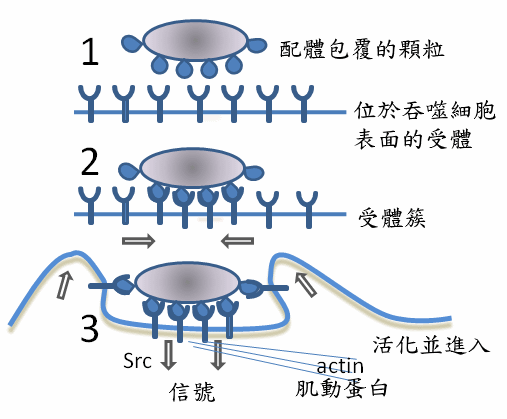
吞噬过程分三步：第一步，未与相关信号分子结合的吞噬细胞表面受体不会引发吞噬作用；第二步，受体与相关信号分子结合后，聚成簇状；第三步，吞噬作用引发，吞噬细胞將微粒吞入胞内

吞噬作用（Phagocytosis）是指细胞吞食细菌、寄生虫、死亡细胞、细胞残骸、和外来碎屑的过程，當中涉及了一連串的分子机制。吞噬作用始於异物（这里以细菌为例）与吞噬细胞表面受体分子的结合，吞噬细胞随后运动到细菌周围，并将之吞食。人類的中性粒细胞吞噬细菌平均要花9分钟。遭吞噬细胞吞入胞内的细菌会裹在吞噬小体内，並在一分钟内与溶酶体或顆粒融合，形成吞噬溶酶體。细菌随后会暴露在超量的杀灭性物质之中，並於幾分鐘後死亡。树突状细胞以及巨噬细胞的吞噬速度相对较慢，这些细胞的吞噬作用可能長達数小时。巨噬细胞是巨大且似乎「什麼都吃」的吞噬者，它们会吞噬大量的物质，並会将一些未消化的物质释放回组织，並將未消化的碎片作為信號，从血液中征募更多的吞噬细胞。吞噬细胞相当「贪吃」，科学家還曾用铁屑来饲喂巨噬细胞，之后再用小磁铁將這些细胞吸出，以和其他細胞分離。

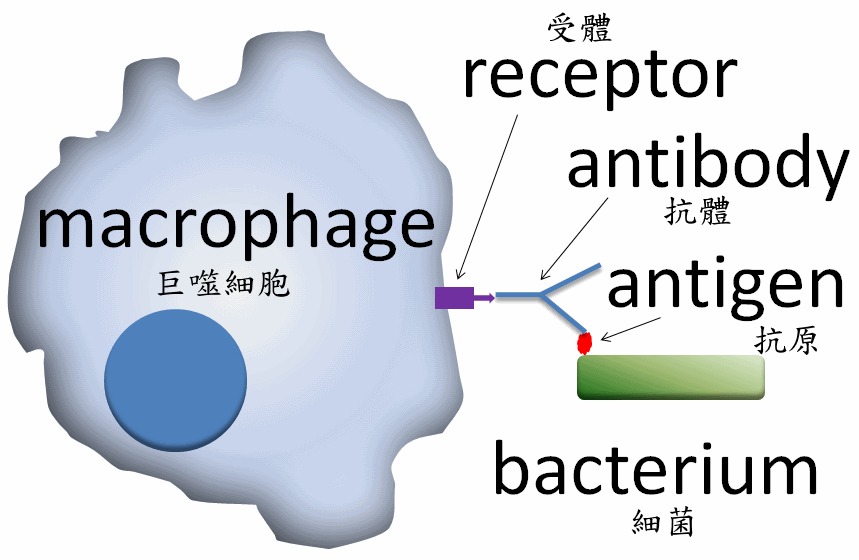
巨噬细胞有特殊的受体，参与能增强吞噬作用的过程（图中各物件未按照实际比例绘制）

吞噬细胞表面有许多種能和相关物质结合的受体，这些受体包括调理素受体、清道夫受体、類鐸受體等。调理素受体能與包覆在細菌表面的免疫球蛋白G（IgG）或补体結合以增強吞噬作用；补体是一系列複雜的血漿蛋白，能破坏细胞或将它们标记为摧毁对象。清道夫受体能与细菌表面的许多分子结合。類鐸受體的名稱來自於已有充分研究，且基因編碼十分相近的果蝇鐸受体，不过類鐸受體的专一性更强，類鐸受體與其配體的结合能使吞噬作用增强，也能使吞噬细胞施放一系列能引发炎症反应的激素。

## 杀灭方法

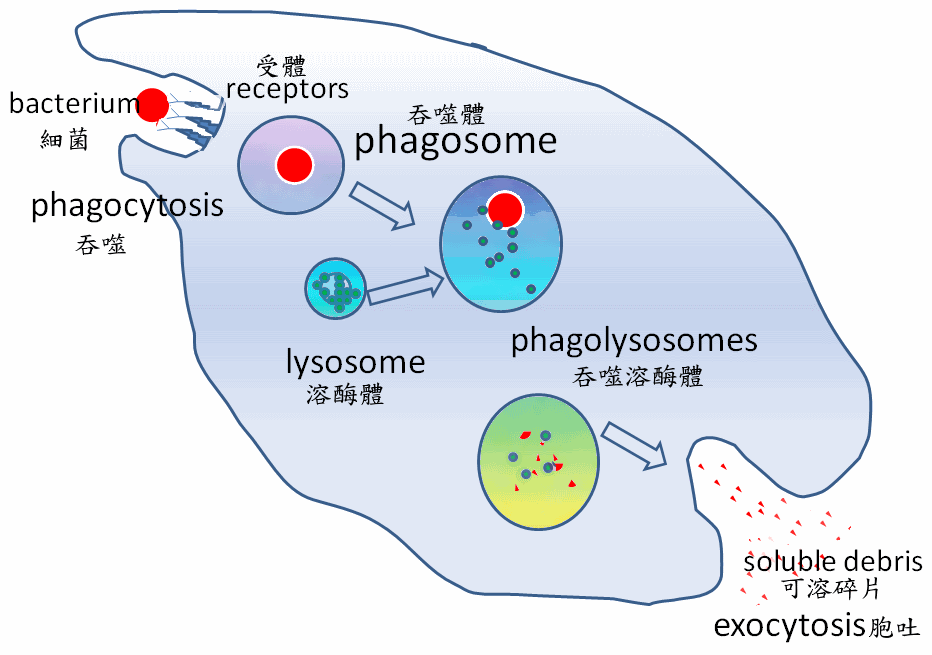
吞噬作用以及杀灭相关细菌细胞过程的简图

杀灭微生物是吞噬细胞的一项重要功能。吞噬细胞可在细胞内杀灭微生物（胞内杀灭），也可在细胞外杀灭微生物（胞外杀灭）。

### 氧依赖性胞内杀灭
当吞噬细胞在吞食细菌（或其他物质）时，它的耗氧量会增加。这一耗氧量的增加称为呼吸爆發（Respiratory burst），目的是要产生能杀灭微生物的活性氧物質（ROS）。ROS对侵入者和细胞本身都是有毒性的，因此，这些分子只存在细胞中特定的隔室內。这种通过ROS杀灭入侵的微生物的方法称为氧依赖性胞内杀灭（oxygen-dependent intracellular killing），並可再细分为两类。
在第一种类型的杀灭中，氧依赖性产物是超氧化物，這是一种氧化力很強且具有杀菌活性的物质。在超氧化物歧化酶的作用下，超氧化物转化为过氧化氢和单线态氧。超氧化物还会和过氧化氢反应，生成羟基自由基。羟基自由基能輔助杀灭入侵的微生物。
在第二种类型的杀灭中，来自中性粒细胞颗粒的髓過氧化物酶会参与反应。当颗粒与吞噬体融合為吞噬溶酶体后，髓过氧化物酶即能在其中進行反應。该酶会利用过氧化氢以及氯產生對細菌毒性很強的次氯酸盐，次氯酸盐在生活中也可用于漂白剂的制作。髓过氧化物酶包含色素血基質，因此中性粒细胞的许多分泌物（如脓和感染痰液）會呈現绿色。

### 非氧依赖性胞内杀灭

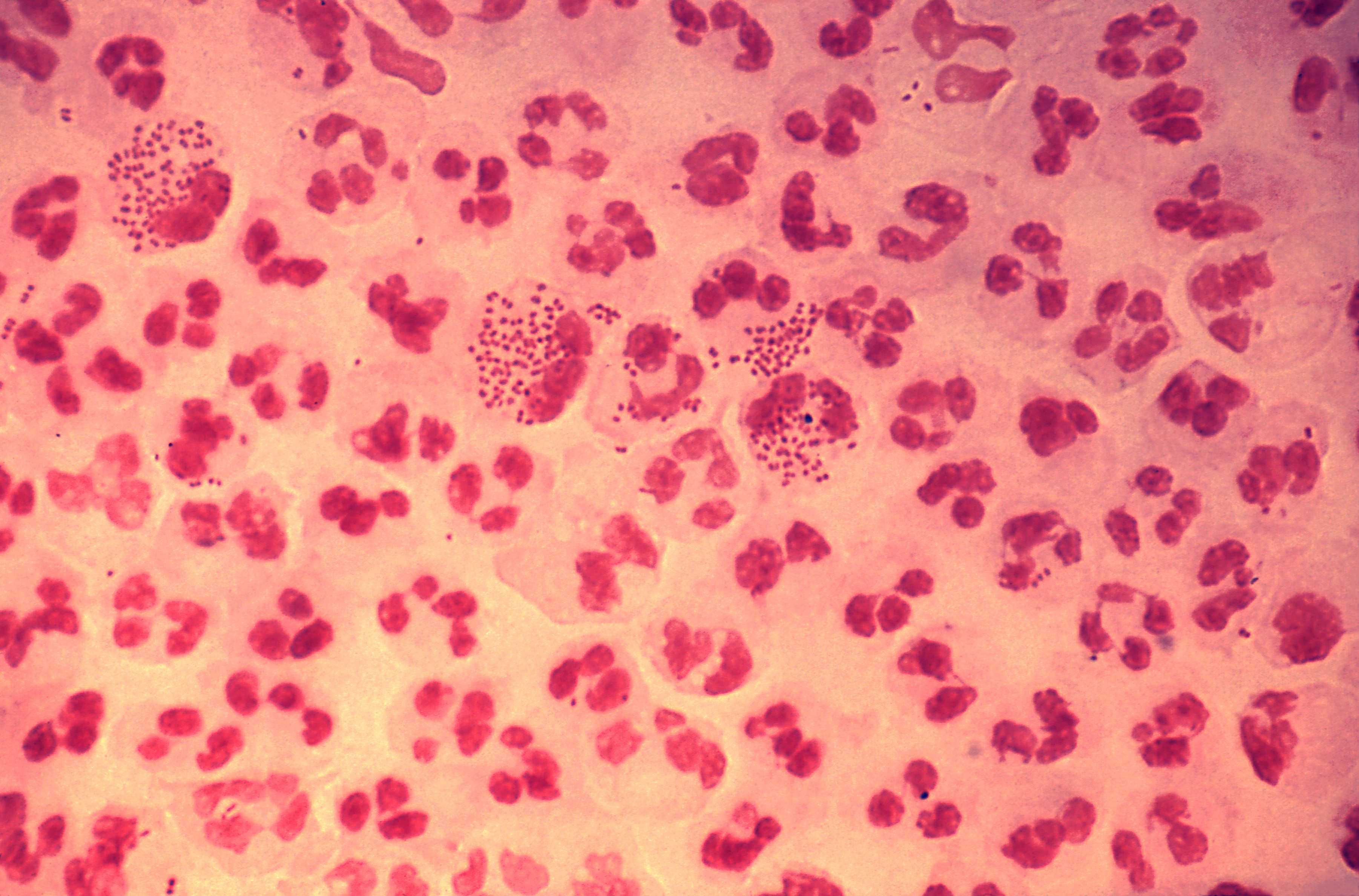
经革兰氏染色的脓的显微镜图像。图中淋球菌（Neisseria gonorrhoeae）被吞噬细胞吞入了胞内。该图清楚地显示出两者的相对大小

吞噬细胞也可以通过非氧依赖性的方法（oxygen-independent methods）杀死微生物，不过这类方法不如氧依赖性的方法有效。非氧依赖性胞内杀灭方法有四种主要的类型：第一种使用带电蛋白破坏细菌的质膜；第二种使用溶酶体，溶酶体中的酶能够破坏细菌的细胞壁；第三种使用乳铁蛋白，乳铁蛋白存在于嗜中性球的颗粒中，它能从细菌胞内移除其生存必須的铁元素；第四种使用蛋白酶和水解酶，它们能消化细菌殘骸的蛋白质。

### 细胞外杀灭
干擾素-γ（舊称巨噬细胞活化因子）能够诱导巨噬细胞产生並釋放一氧化氮以杀灭周围的微生物，CD4+ T细胞、CD8+ T细胞、自然殺傷細胞（NK细胞）、B细胞、自然杀手T细胞（NKT细胞）、單核細胞、巨噬細胞、和樹狀細胞都能产生干擾素-γ。另外，活化的巨噬细胞能产生并分泌肿瘤坏死因子（TNF）作為信号分子，它们能够杀死癌细胞和病毒感染過的细胞，也能輔助活化其他免疫細胞。
在慢性肉芽腫病等疾病中，由於患者氧依赖性杀灭途径受到异常干扰，吞噬细胞的效率降低，细菌反复性感染成为困扰患者的难题。另外一些罕见的先天性疾病，如白細胞異常色素減退症候群（Chediak-Higashi syndrome），也和宿主杀死入侵的微生物的能力低下有关。

### 病毒
病毒只能在细胞内复制，它们藉由宿主细胞表面的特定受體進入胞内。进入细胞後，病毒会控制宿主细胞的合成系統，產生數百份自身複製所需的物質。儘管吞噬细胞和其它先天免疫系统的成員能在一定程度上抑制病毒的扩散，但在病毒进入细胞後，适应性免疫（特别是淋巴细胞）才是防禦的主力
。在病毒感染的区域，淋巴细胞的数目常常远超过其它免疫细胞，这一现象在病毒性脑膜炎中很常见。淋巴細胞殺死受病毒感染的细胞後，吞噬细胞会将其残骸清除。

## 在细胞凋亡中的角色

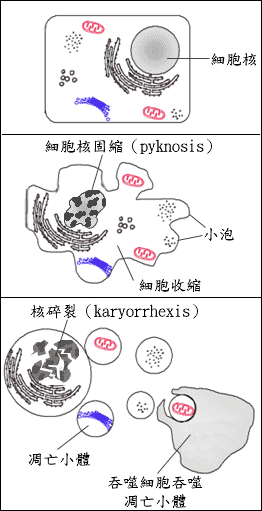
吞噬细胞清除凋亡细胞的碎片

动物体内的细胞会不断地死亡，细胞分裂和细胞死亡维持着成年个体细胞数目的穩定。细胞有两种主要的死亡方式：坏死（necrosis）和凋亡（apoptosis）。细胞凋亡又称为「细胞程序性死亡」，是一个健康细胞正常功能的一部分；细胞坏死則通常由疾病或外伤造成。人體每天都必须要清理数十万已死亡或正在走向死亡的细胞，吞噬细胞在這個处理过程中扮演了重要角色。
细胞凋亡末期的细胞表面会出现磷脂絲胺酸等分子，這些表面分子能藉由吞噬细胞辨識。磷脂酰丝氨酸在正常情况下仅存在于质膜靠细胞质一侧的表面上，但在细胞凋亡時，磷脂酰丝氨酸会由「磷脂促翻转酶」（scramblase）移到到质膜的外侧（磷脂促翻转酶目前還未發現，只是一種假說中的蛋白）。細胞表面的磷脂酰丝氨酸為該細胞進行了標記，使巨噬细胞上相应的受体能夠加以辨識，並將該细胞吞噬。透過吞噬细胞清理凋亡細胞的過程經過妥善安排，不会引发炎症反应，這也是吞噬细胞的一項重要功能。

## 与其他细胞的相互作用
吞噬细胞通常不會固著在特定的器官，而會在體內各處遊走，并与其他组成免疫系统的吞噬细胞和非吞噬细胞发生相互作用。吞噬细胞透過「细胞因子」（或稱細胞激素）與其他细胞进行信息交流，细胞因子能招募其他的吞噬细胞到感染区域，也可以刺激未活化的淋巴细胞。吞噬细胞是动物（包括人类）先天免疫系统的一部分，先天免疫的效率很高，但却专一性卻不高，即先天免疫無法精確針對入侵物质的種類而回以特殊的反應。另外一方面，有颌脊椎动物的後天免疫系統则具有高度的专一性，能够區分几乎所有种类的入侵物质。相較於先天免疫系統以吞噬細胞為基礎，後天免疫系統奠基於淋巴细胞。淋巴细胞能够分泌「抗体」（一種保護性蛋白質）來标记入侵物质，以便进行后续的清除程序。另外，抗体還能和病原體結合，使其喪失感染细胞的能力。吞噬细胞，尤其是树突状细胞以及巨噬细胞，能够通过抗原呈递（antigen presentation）的进程刺激吞噬细胞产生抗体。

### 抗原呈递

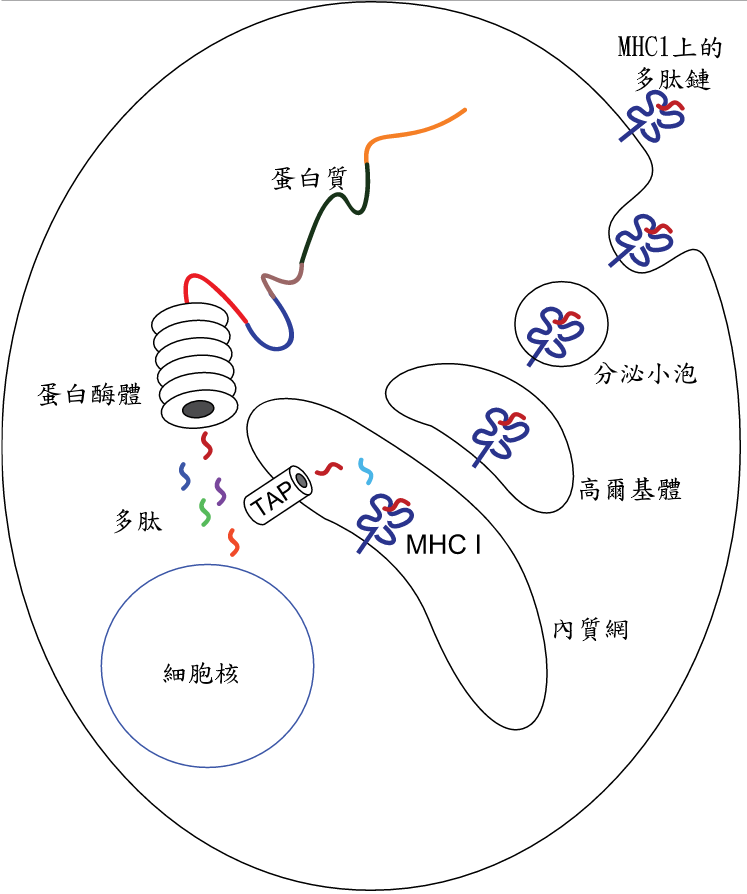
第一型MHC分子呈递外来多肽的简图

抗原呈递是吞噬细胞將吞噬物质的一部分搬运到细胞表面，并将它们呈递给其他免疫细胞的过程。「专职的」的抗原呈递细胞共有兩種：巨噬细胞和树突状细胞。在吞噬异物后，外来蛋白（即抗原）会在巨噬细胞或树突状细胞胞内水解为多肽片段。随后，这些多肽会与细胞的主要組織相容性複合體（MHC，为糖蛋白）结合，携带着多肽的MHC会转运至吞噬细胞的表面，并將多肽「呈递」给淋巴细胞。成熟的巨噬细胞并不会离开感染区域太远，不过树突状细胞能移动到含有数百万淋巴细胞的淋巴结处。这一过程中，树突状细胞將多肽呈現給淋巴細胞，使淋巴细胞對多肽產生專一性的抗体（这种反應和淋巴细胞直接在感染区域接触抗原后产生的应答是等效的），增加免疫反应的强度。除此以外，树突状细胞还可以杀灭或抑制對自體組織有反應的淋巴细胞——这对阻止自体免疫反应的发生至关重要，此一过程称为「（免疫）耐受」。

### 免疫耐受
树突状细胞對免疫耐受的产生十分重要，免疫耐受性使得免疫系统不会攻击自身的組織。第一类免疫耐受為发生于胸腺中的中枢耐受（central tolerance），主要的機制是讓与自身抗原（由胸腺中的上皮網狀細胞呈递）结合得过于紧密的T细胞死亡。第二类免疫耐受是外周耐受（peripheral tolerance），因为许多可能的原因（其中一種主要原因是胸腺中自身抗原表达的缺乏），對自身組織有反應的T细胞會逃離胸腺，這時候调节性T细胞就可以降低這些T细胞的活性。一旦免疫耐受失效，個體就可能患上自體免疫疾病。

## 专职吞噬细胞

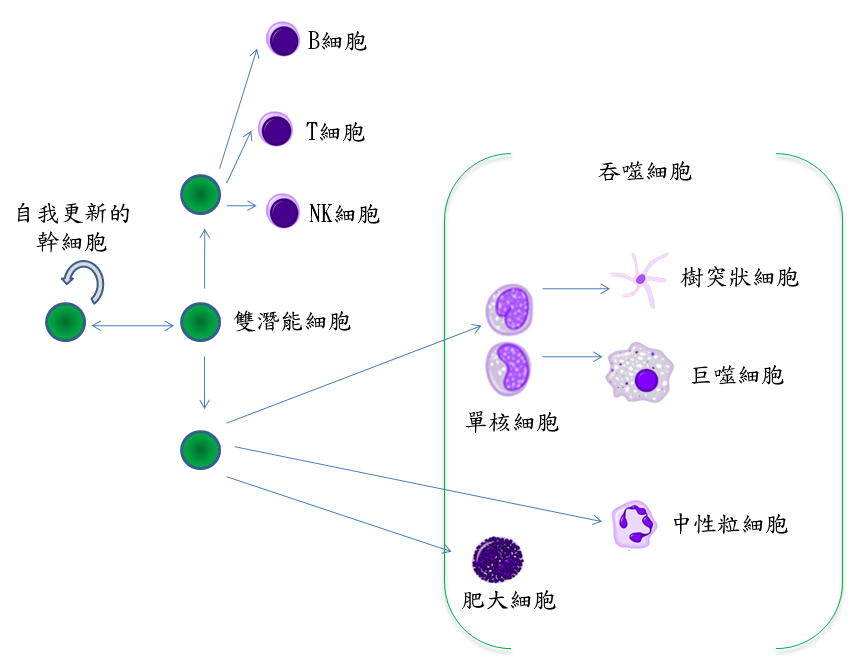
吞噬细胞分化自骨髓中的幹細胞

人类以及其他有颌类脊椎动物的吞噬細胞都能夠依照其吞噬作用的效率分為专职及非专职兩種。专职吞噬细胞包括单核细胞、巨噬细胞、嗜中性球、组织树突状细胞、和肥大细胞。一公升人类血液含有约60亿个吞噬细胞。

### 活化
所有的吞噬细胞，尤其是巨噬细胞，在一定程度上都已經準備好要活化。巨噬细胞在组织中通常較不活躍，增殖速度很慢；在此種休止状态中，巨噬细胞能清除死亡的個體细胞和其他非感染性碎片，但几乎不参与抗原呈递。但當感染發生後，巨噬细胞会受到化学信号（通常是干扰素-γ）的刺激而生产更多的MHCII分子，做好参与抗原呈递的准备；在此種活化的狀態下，巨噬细胞是一个优秀的抗原呈递者兼杀手。然而，此時巨噬細胞若直接接觸到入侵者，它们就会进入「超活化態」（hyperactivated），即停止增殖，並專注於殺滅；此時巨噬细胞的大小和吞噬速率都会增加，有时甚至可以长大到足以吞食原生生物。
在血液中，嗜中性球雖然处於非活化態，但却以很快的速度循環。在收到發炎處巨噬细胞的信號後，它们会减慢速度、离开血液、進入组织中，並由细胞因子活化，抵達戰場的第一線进行杀灭。

### 迁移

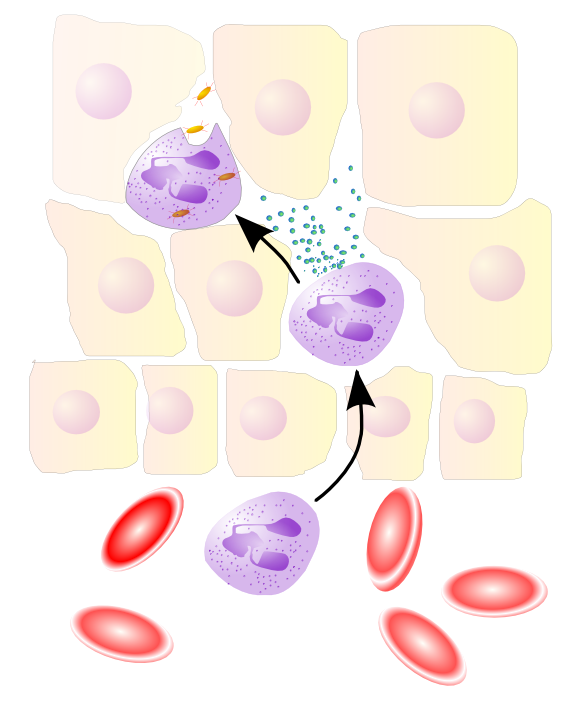
嗜中性球从血液移动到感染区域

感染發生后，吞噬細胞會在感染處的求救化學信號（稱為趨化因子）诱导之下前往該處，這些化学信号可能是入侵细菌的蛋白质、凝血系统的多肽、补体产物、或感染處巨噬细胞所釋出的细胞因子；另外，也有一些趋化因子是用於徵募嗜中性球以及单核细胞的。
为了抵达感染区域，吞噬细胞必須穿過血管才能进入受影响的组织中。感染传出的信号使血管内皮细胞产生选凝素（一種細胞表面的粘連蛋白），嗜中性球表面的選擇素配體會與內皮上的選擇素結合，這使得嗜中性球能在發炎處停下，並接著穿越內皮、進入組織。另外一些化学信号能誘導血管扩张，使血管内皮细胞之间的连接變得較鬆散，以便吞噬细胞穿过管壁。趋化作用指吞噬细胞受到细胞因子的吸引而移动到感染区域的过程。 嗜中性球穿过上皮细胞所包覆的器官以到达感染区域，儘管这是对抗感染重要的一步，但迁移的过程本身也可能会导致类似疾病的症狀。在感染过程中，数百万的嗜中性球会从血液中投身至感染處，不过它们都会在数日后死亡。

### 单核细胞

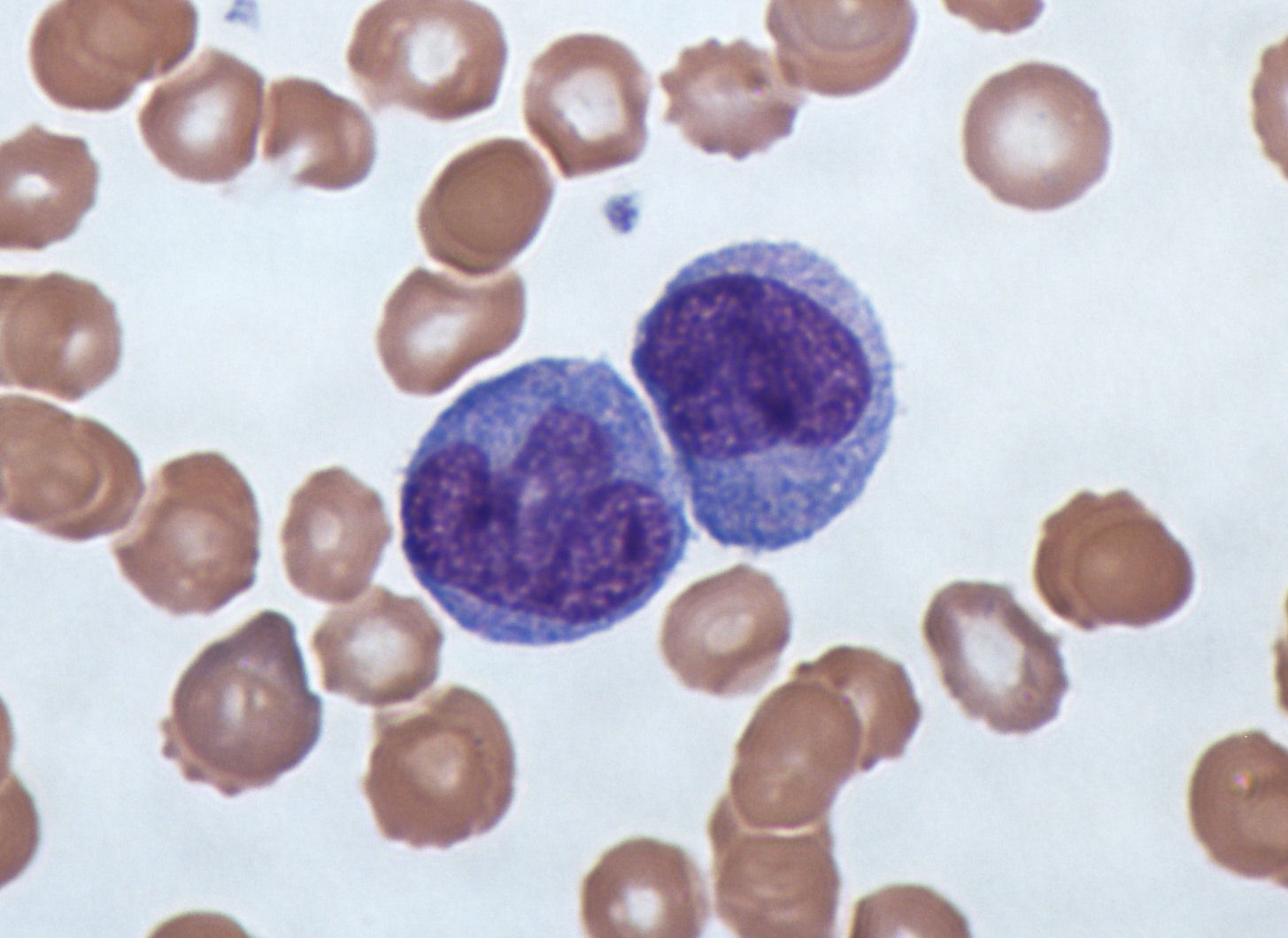
血液中的單核細胞，經吉姆薩染色

單核細胞於骨髓中發育，在血液中成熟。成熟的单核细胞體積大、表面光滑、有分葉的核（常呈腎形），且細胞質擁有大量颗粒。单核细胞能摄取外源或具危险性的物质，并将抗原呈递给其他免疫细胞。单核细胞可分為两种群體：循环群体（約30%）以及滞留在特定组织中的边缘群体（約70%）。大部分的单核细胞会在20至40小时后离开血液，进入组织和器官之中，依照收到的信号分化为巨噬细胞或树突状细胞。一升人类血液中约有5亿个单核细胞。

### 巨噬细胞

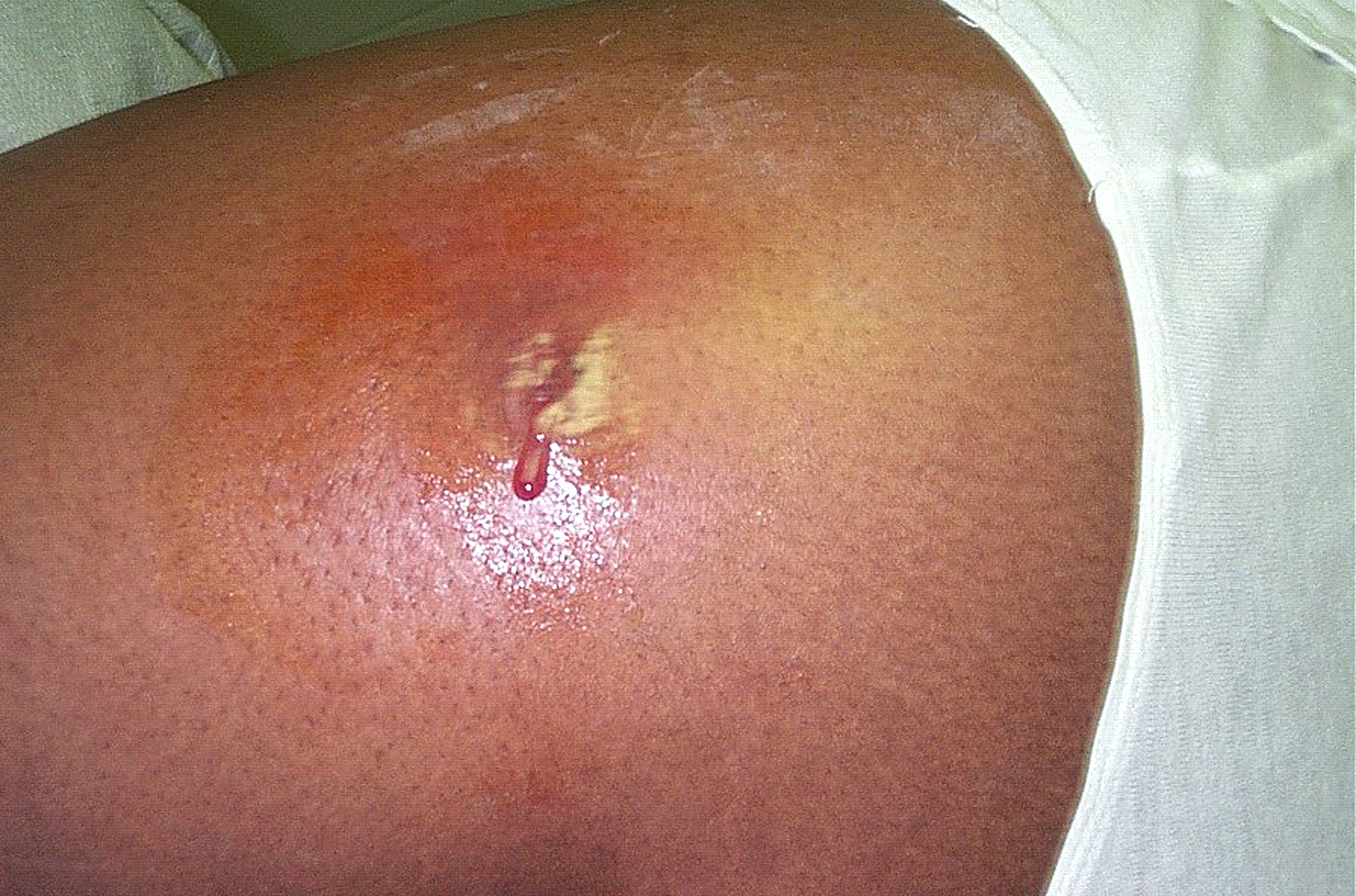
由细菌造成的脓肿流出了脓液。脓液中含有数百万的吞噬细胞

成熟的巨噬细胞不会作遠距移動，而會在特定幾個身體与外界接触的区域巡逻。在这些区域中，依收到的信号不同，他们可能会扮演清道夫、抗原呈递者、或是杀手的角色。巨噬细胞分化自单核细胞、粒细胞干细胞、或來現存巨噬細胞的分裂。巨噬细胞具有分裂能力，能通过分裂产生更多巨噬细胞。人类巨噬细胞的直径大约是21微米。
巨噬细胞胞内沒有颗粒，但有很多的溶酶体。人體几乎所有的组织和器官中都有巨噬细胞（比如大脑中的微膠細胞、肺中的肺泡巨噬细胞），不过平时他们都处于休止的狀態。巨噬细胞所处的位置可决定其大小和形状。它們可以产生白细胞介素1族（IL-1）、白细胞介素6（IL-6）、肿瘤坏死因子-α（TNF-α）來引起發炎反應。巨噬细胞大都分布在组织中，血液中几乎找不到它們的踪迹。组织中巨噬细胞的寿命从4天到15天不等。
巨噬細胞在活化後，可擁有一些休止的單核細胞沒有的功能。辅助T细胞（Th细胞）通过細胞因子干扰素-γ或表面蛋白CD40配体來活化巨噬细胞；此外，TNF-α以及细菌的脂多糖同樣也能作為活化的信号。第一型輔助T細胞（Th1）能够通过多种方法徵募吞噬细胞到感染区域：它们可以分泌某些细胞因子到骨髓中刺激单核细胞和嗜中性球产生，也能分泌另一些細胞因子促使单核细胞和嗜中性球离开血液。Th1细胞分化自在二级淋巴组织中受到抗原刺激的CD4+T细胞。活化的巨噬细胞也能通过產生TNF-α、干扰素-γ、一氧化氮、活性氧化合物、阳离子蛋白、水解酶等物質來杀灭肿瘤。

### 嗜中性球

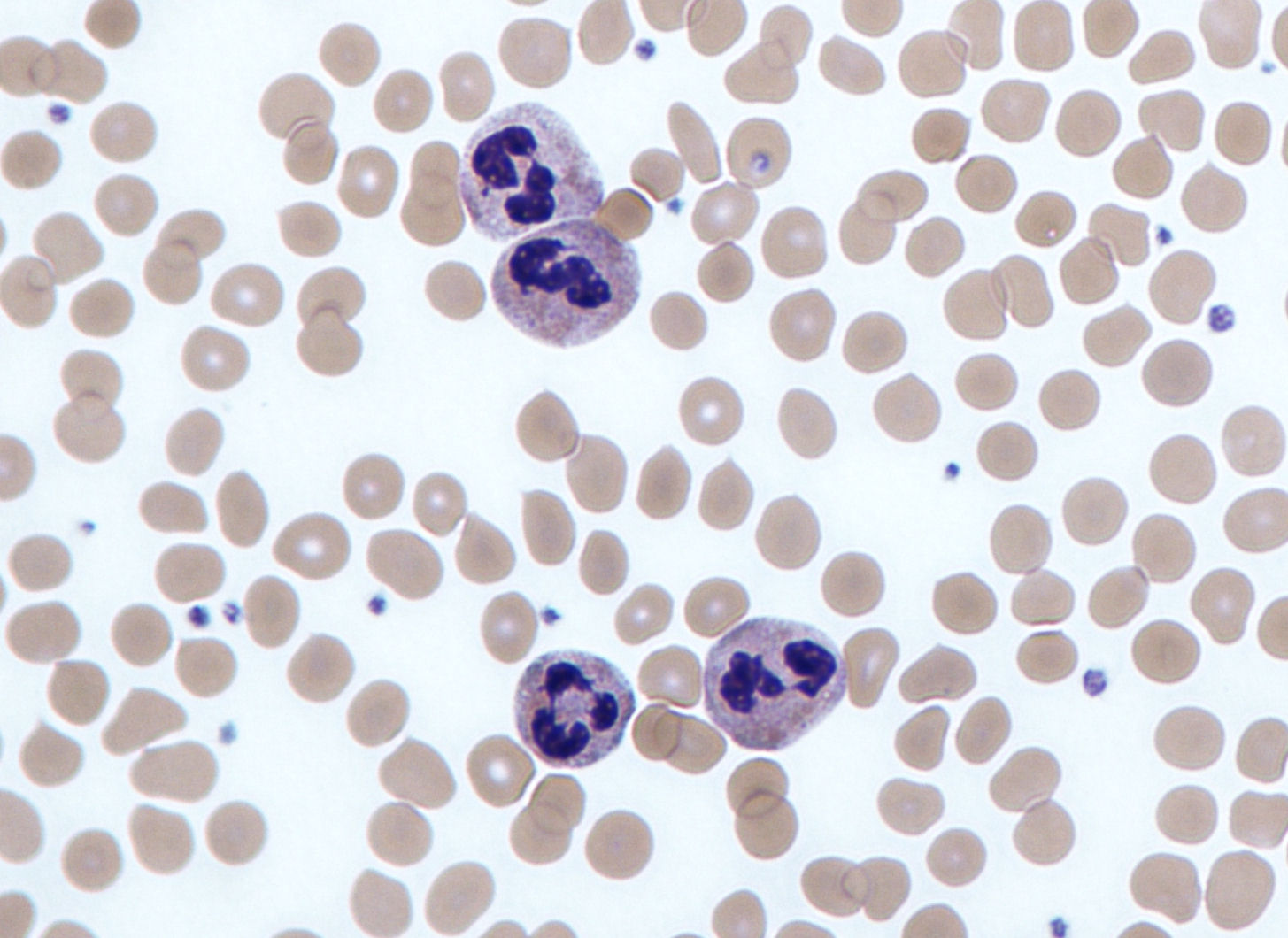
核碎裂的中性粒细胞，周围是红血球。中性粒细胞细胞质中的颗粒清晰可见（经吉姆薩染色）

嗜中性球长期存在於人类的血液中，是数量最多的吞噬细胞，佔血液中白血球数目的50%到60%。一升的人類血液大約含有50億個中性粒细胞。中性粒细胞的直径约10微米，寿命约5天。它们在收到恰当信号後，需要花约30分钟离开血液前往感染区域。它们能迅速吞食与抗體或补体结合的入侵物质、受损的细胞、和细胞碎片。随后，中性粒细胞不会回到血液中，它们会在转化为脓细胞后死亡。成熟的中性粒细胞體積較单核细胞小，核多葉（通常為2到5葉），不同葉之间由染色体纤丝连结。中性粒细胞通常在成熟後才会离开骨髓，不过在感染發生時，中性粒细胞的前趨細胞中幼粒细胞以及早幼粒细胞亦会自骨髓中释出。
研究者很早就发现人类中性粒细胞内的颗粒有摧毁蛋白质以及杀灭细菌的作用。中性粒细胞分泌的物質能刺激单核细胞以及巨噬细胞，增强吞噬作用以及活性氧物質的产生。由嗜中性球初級颗粒分泌出的物質能刺激吞噬細胞吞食抗體內包覆的细菌。

### 树突状细胞

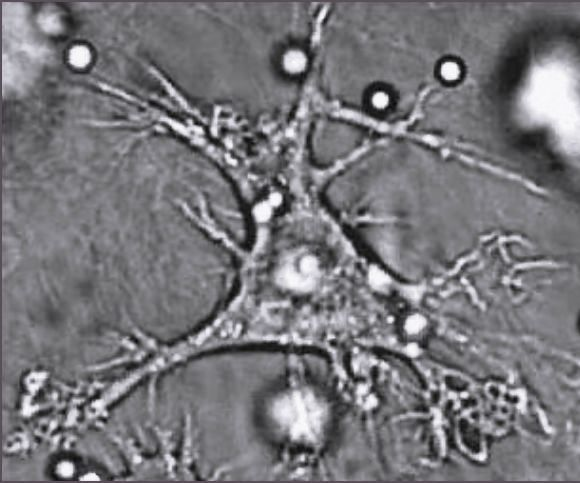
一个树突状细胞

树突状细胞是特化的抗原呈递细胞。这类细胞表面有大量的树突状突出，这些突出可以帮助它们吞食细菌等入侵物质。树突状细胞在皮肤、鼻子内侧、肺、胃，以及肠等与外界接触的组织中都有分布。在活化後，树突状细胞会并移动到淋巴细胞中与T细胞和B细胞發生作用，協助启动适应性免疫反应。成熟的树突状细胞能活化輔助型T細胞以及细胞毒性T细胞，活化的辅助型T细胞則能激活巨噬细胞和B细胞。另外，树突状细胞也會影響後續產生的免疫反应類型：当它们移动到富含T细胞的淋巴組織时，就能活化T细胞，使它们分化为细胞毒性T细胞或辅助型T细胞。

### 肥大细胞
肥大细胞擁有Toll样受体，能与树突状细胞、B细胞、和T细胞相互作用，帮助介导适应性免疫反应。肥大细胞能生产MHCII分子，并参与抗原呈递，但其在抗原呈递中扮演的角色目前并未得到充分研究。肥大细胞可以吞食并杀灭革兰氏阴性菌（比如沙门氏菌），并在處理其抗原後將之呈遞給T細胞。肥大細胞對細菌表面菌毛蛋白的處理特別在行，菌毛使細菌能黏附在生物体组织上。除了这些作用外，肥大细胞还可以产生细胞因子诱导炎症反应，炎症反应可吸引更多的免疫細胞到感染發生的區域，因此對身體防禦相當重要。
| 位置           | 种类                                                             |
| -------------- | ---------------------------------------------------------------- |
| 血液           | 单核细胞、嗜中性球                                               |
| 骨髓           | 巨噬细胞、单核细胞、窦内皮细胞、上皮细胞                         |
| 骨组织         | 蝕骨細胞                                                         |
| 肠道及培氏斑塊 | 巨噬细胞                                                         |
| 固有结缔组织   | 组织细胞、巨噬细胞、单核细胞、树突状细胞                         |
| 肝             | 庫佛氏細胞、单核细胞                                             |
| 肺             | 能自我复制的巨噬细胞、单核细胞、肥大细胞、树突状细胞             |
| 淋巴组织       | 自由及固著巨噬细胞、单核细胞、树突状细胞                         |
| 神经组织       | 微膠細胞（CD4+）                                                 |
| 脾             | 自由及固著巨噬细胞、单核细胞、窦内皮细胞                         |
| 胸腺           | 自由及固著巨噬细胞、单核细胞                                     |
| 皮肤           | 原生的朗格汉斯细胞、其他类型的树突状细胞、普通巨噬细胞、肥大细胞 |

## 非专职吞噬细胞
走向死亡的细胞以及侵入體內的外來生物也能由「专职」吞噬细胞以外的细胞吞食，这些细胞包括上皮细胞、内皮细胞、成纤维细胞，以及間質幹細胞。將它們称为非专职吞噬细胞（non-professional phagocytes）是為了强调其與专职吞噬细胞的不同，吞噬不是它们最主要的功能。举例来说，成纤维细胞在疤痕的重塑过程中會吞噬膠原蛋白，同時也會嘗試消化外来颗粒。
非专职吞噬细胞能吞噬的颗粒种类比专职吞噬细胞少，这是因为它们缺乏高效的吞噬受体──特別是调理素受體。调理素是指由免疫系統產生而能協助吞噬的物質，它們通常是能与入侵物质结合的抗体或补体。另外，大多数的非专职吞噬细胞都不能产生用以殺滅的活性氧物質。

### 漿細胞

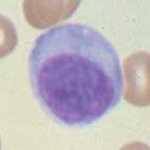
浆细胞

浆细胞（Plasma cell），亦称为效应B细胞（effector B cell），是免疫系统中释放大量抗体的细胞。直径10-20μm，细胞核较小，占细胞的一半以下，多偏于一侧，偶尔可有双核。浆细胞的染色质粗密、 聚集成堆、常呈紫丁香色、不均匀，在近核处一边常伸出半月状淡染区；浆中偶见有空泡或有泡沫感。
| 主要位置             | 类型                                             |
| -------------------- | ------------------------------------------------ |
| 血液、淋巴以及淋巴结 | 淋巴细胞                                         |
| 血液、淋巴以及淋巴结 | 自然杀手细胞（NK细胞） 大顆粒淋巴細胞（LGL细胞） |
| 皮肤                 | 上皮细胞                                         |
| 血管                 | 内皮细胞                                         |
| 结缔组织             | 成纤维细胞                                       |
| 血液                 | 红细胞                                           |

## 病原体的逃避和抵抗

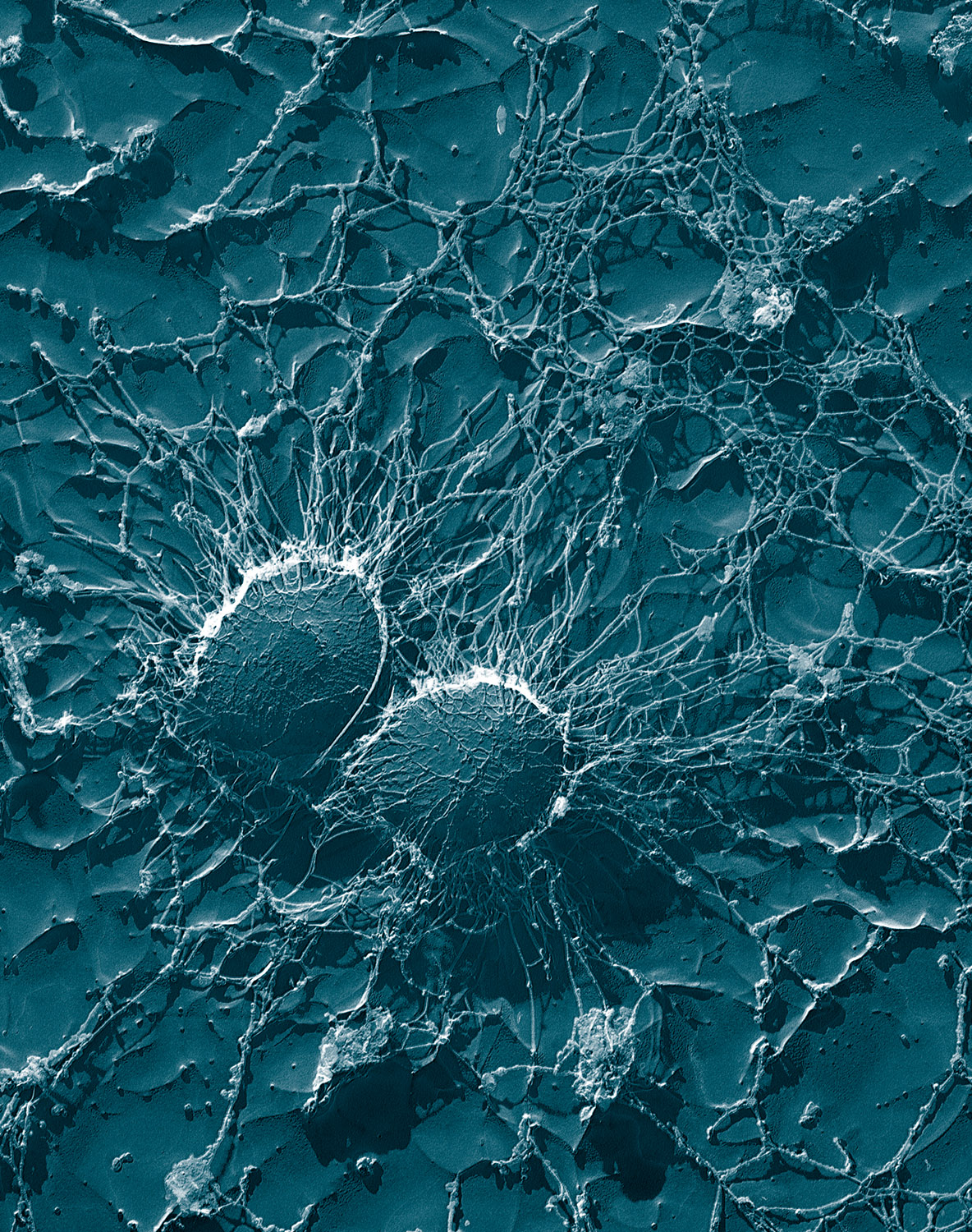
金黃色葡萄球菌（S.aureus）菌體：大而光滑的莢膜能使菌體免受吞噬細胞吞噬

病原體必須迴避生物體的防禦才能成功入侵。致病性微生物（包括致病菌以及具有致病能力的原生動物）有一系列抵禦吞噬細胞攻擊的方法，許多致病性微生物通過這些方式存活下來，或甚至在吞噬細胞內進行複製。

### 避免接觸
細菌利用多種方式避免與吞噬細胞接觸。有些細菌可以在吞噬细胞无法到达的地方生长（比如完整的皮肤表面）；有些則能抑制炎症反应，缺乏發炎反應將使吞噬细胞无法产生足够強度的回应；有些细菌則能以化学毒素干扰吞噬细胞，使其无法到达感染区域；最后，一些细菌可以誤導免疫系统，將自己偽裝成宿主自体的一部分而躲过攻击，例如梅毒螺旋体（Treponema pallidum）的表面有纤连蛋白，而纤连蛋白是傷口癒合的過程中具有重要功能的人體蛋白。

### 避免吞食
细菌通常會在其表面產生一層蛋白質或醣類所構成的荚膜包覆自身，以干扰吞噬作用的進行。大肠杆菌（E.coil）表面的K5荚膜和O-抗原、表皮葡萄球菌（Staphylococcus epidermidis）的外多糖荚膜等都是很好的例子。肺炎链球菌（Streptococcus pneumoniae）能产生数种不同的莢膜，它們能提供不同程度的保护。A群链球菌則能产生M蛋白以及菌毛蛋白來對抗吞噬作用。一些细菌能阻止与调理素介導的吞噬作用，如金黄色葡萄球菌（S.aureus）产生的蛋白A可以阻止抗体受体和抗體結合，减弱调理素的作用。

### 在吞噬細胞胞內生存

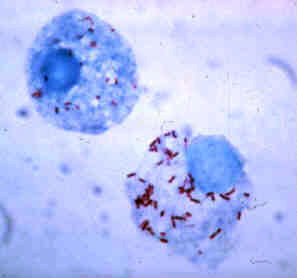
立克次体是一种体积很小的原核生物（图中染成红色），能在非专职吞噬细胞的细胞质中生存

细菌發展出了各式各樣的方法使它们能在吞噬细胞胞内存活，躲在其中迴避免疫系统的攻击。为了能安全地待在吞噬细胞内，细菌会表达一种名为「侵染素」（invasin）的蛋白，並設法留在细胞质中，以避免吞噬溶酶体內的有毒化学物质攻击。一些细菌能阻止溶酶体和吞噬体融合，使吞噬溶酶体无法生成。利什曼原蟲（Leishmania）等病原体可以在吞噬细胞胞内形成高度特化的液泡，幫助它们在吞噬细胞内生存與繁殖。一些细菌可以在吞噬溶酶体内存活，如金黄色葡萄球菌可以产生过氧化氢酶和超氧化物歧化酶來分解吞噬细胞所产生的杀菌物质（如过氧化氢）。细菌也可能在吞噬溶酶体生成前從吞噬体中逃亡，如李斯特菌（Listeria monocytogenes）可以用李斯特菌溶血素O（listeriolysin O）和磷脂酶C在吞噬体的膜上打洞。

### 杀灭吞噬细胞
细菌已經發展出一些途径來杀死吞噬细胞。溶细胞素能造成吞噬细胞膜上产生孔洞；链球菌溶血素（streptolysin）以及杀白细胞素（leukocidin）則能使中性粒细胞细胞质中的颗粒破裂，其內的有毒物质於是释放到胞質當中；外毒素亦能杀死吞噬细胞，这种分子能使吞噬作用必須的ATP供应短缺。细菌在吞噬细胞吞食後就能釋放上述毒素，毒素會穿過吞噬体或吞噬溶酶体的膜到达目標作用部位，進而杀死吞噬细胞。

### 干扰细胞信号传送

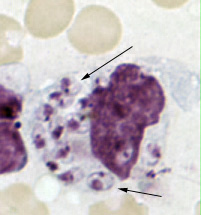
巨噬细胞胞内的热带利什曼原虫（Leishmania tropica）的无鞭毛体，樣本取自（人）皮膚

入侵者常用的生存策略還包括干扰细胞因子或其他细胞信号传送途径，以阻断吞噬细胞对入侵的回應。原生生物寄生蟲如弓形虫（Toxoplasma gondii）、克氏锥虫（Trypanosoma cruzi）、和利什曼原虫（Leishmania）能夠感染巨噬细胞，並透過各自独特的方法「驯服」巨噬细胞。举例来说，某些種類的利什曼原虫可以改变巨噬细胞的信号传送，抑制细胞因子和杀菌物质（一氧化氮和活性含氧物质等）的产生，並阻遏巨噬細胞進行抗原呈递。

## 吞噬细胞造成的自体损伤
巨噬细胞以及中性粒细胞能施放蛋白质和小分子發炎介质（inflammatory mediators），在發炎过程中發揮着至关重要的作用。这些分子能控制感染，但不会造成自体组织的损伤。吞噬细胞消灭病原体的方式是将它们吞食后送入含有多种毒性化学物质的吞噬溶酶体中；如果一个吞噬细胞未能將其目標吞食，上述的毒物就可能釋放到壞境中（这一过程称为「吞噬受挫」（frustrated phagocytosis））。因为这些物质对自体细胞也是有毒的，它们可能会对健康的细胞和组织造成严重损伤。
如果中性粒细胞将它们的颗粒在肾脏中释放，颗粒中的物质（活性氧化合物、蛋白水解酶）会降解细胞外基质，并对肾小球细胞产生损伤，不仅会使这类细胞的形態发生改变，还会使它们滤血的功能受损；此外，磷脂酶的酶解产物（比如白三烯）也会加剧损伤。这类物质的释放会通过趋化作用促进更多的中性粒细胞到达感染区域。肾小球细胞在中性粒细胞迁移过程中，也会受到黏附分子的进一步损伤。肾小球细胞的损伤可能造成肾功能衰竭。
中性粒细胞在多數类型的急性呼吸窘迫綜合症中也扮演着关键角色，活化的中性粒细胞会将含有毒性物质的颗粒释放入肺部。实验表明中性粒细胞数量的减少能减缓急性呼吸窘迫綜合症的症状，但抑制中性粒细胞的疗法在临床上却并不现实，因为这样做会使患者无力抵抗伺機性感染。在肝脏中，细菌所释放的内毒素、败血症、创伤、酒精性肝炎、缺血、和大出血造成的低血容量性休克都会使中性粒细胞對上述情形做出反應，而造成肝损伤或功能缺失。
巨噬细胞释放的化学物质亦可能造成自身组织的损伤。肿瘤坏死因子-α（TNF-α）是一种由巨噬细胞释放的細胞激素，它可使小血管中的血液凝固，阻止感染的扩散。然而，如果细菌感染已經扩散到血液中，TNF-α就会透過血液流入重要的器官，这会导致血管扩张和血浆体积减少，诱发感染性休克。感染性休克發生後，TNF-α的释放会使为重要器官供血的小血管堵塞，造成器官停止工作，並可能導致死亡。

## 演化起源
吞噬作用在各種生物中十分常見，可能在演化早期就已經出現。吞噬細胞一開始可能是類似變形蟲的单细胞真核生物，變形蟲是一类单细胞原生生物，相較於植物，動物和它們的親緣關係更為接近。變形蟲与吞噬细胞有许多共通的功能特色，比如盘基网柄菌（Dictyostelium discoideum）是一种生活在土壤和草料中的變形蟲，它们以细菌为食，主要藉由Toll樣受體吞噬細菌，並還有許多与吞噬细胞相同的功能。盘基网柄菌的群落具有社会性，饥饿时它们会聚集在一起，生成一团蛞蝓狀的假合胞，这个多细胞群體最後會形成有孢子的子實體来对抗危险环境。在子实体生成前，細胞會以蛞蝓狀假合胞的型態迁移數天，這期間接觸到的致病细菌或毒素可能会阻礙孢子產生，使物种生存受到威胁。不过，一些在假合胞中循環的變形蟲细胞会吞噬有害的细菌或吸收毒素，并在完成上述过程後死亡；這些細胞和假合胞中的其它變形蟲细胞在遗传上完全相同。它们以自我牺牲的方式保护其它變形蟲細胞不受细菌侵害，这和脊椎动物免疫系统中吞噬细胞的自我牺牲行为相似，有理論因此推測變形蟲的吞噬作用可能與動物界的吞噬細胞的作用同源。然而，哺乳动物吞噬细胞和變形蟲的同源關係還未經證實。吞噬细胞存在於幾乎所有动物界成員，不論是海绵动物、節肢動物、高等或低等的脊椎動物体内都有吞噬细胞。變形蟲区别自我和非我的能力非常重要，是许多變形蟲免疫系统的根基。

### 引用
1. 1 2  Little, C., Fowler H.W., Coulson J. . Oxford University Press (Guild Publishing). 1983: 1566–67.
2. 1 2 3 4 5 6 7 8 9 10  Delves et al. 2006，第2–10頁
3. 1 2  Delves et al. 2006，第250頁
4. ↑  Delves et al. 2006，第251頁
5. 1 2 3 4  Hoffbrand, Pettit & Moss 2005，第331頁
6. ↑  Ilya Mechnikov （页面存档备份，存于）, retrieved on 2008-11-28. From Nobel Lectures （页面存档备份，存于）, Physiology or Medicine 1901–1921, Elsevier Publishing Company, Amsterdam, 1967.
7. 1 2  Schmalstieg, FC; AS Goldman. . Journal of medical biography. 2008, 16 (2): 96–103  [2014-12-19]. PMID 18463079. doi:10.1258/jmb.2008.008006. （原始内容存档于2011-07-24）.
8. 1 2  Janeway, Chapter: Evolution of the innate immune system. retrieved on 2009-01-20
9. 1 2  Ernst & Stendahl 2006，第186頁
10. 1 2  Robinson & Babcock 1998，第187頁 and Ernst & Stendahl 2006，第7–10頁
11. 1 2  Ernst & Stendahl 2006，第10頁
12. 1 2  Thompson, CB. . Science. 1995, 267 (5203): 1456–62. PMID 7878464. doi:10.1126/science.7878464.
13. 1 2 3  Janeway, Chapter: Induced innate responses to infection.
14. 1 2  Fang FC. . Nat. Rev. Microbiol. 2004-10, 2 (10): 820–32. PMID 15378046. doi:10.1038/nrmicro1004.
15. 1 2  Delves et al. 2006，第172–84頁
16. ↑  Delves et al. 2006，第3頁
17. ↑  Aterman, Kurt. . Journal of Leukocyte Biology. 1998, 63 (4): 515–517. ISSN 0741-5400. doi:10.1002/jlb.63.4.515.
18. ↑  . The Nobel Foundation.   [2014-12-19]. （原始内容存档于2015-02-17）.
19. ↑  Delves et al. 2006，第263頁
20. ↑  Robinson & Babcock 1998，第vii頁
21. ↑  Ernst & Stendahl 2006，第4頁
22. ↑  Ernst & Stendahl 2006，第78頁
23. 1 2  Hampton, Mark B.; Vissers, Margret C. M.; Winterbourn, Christine C. . Journal of Leukocyte Biology. 1994, 55 (2): 147–152. ISSN 0741-5400. doi:10.1002/jlb.55.2.147.
24. ↑  Delves et al. 2006，第6–7頁
25. ↑  Sompayrac 2008，第3頁
26. ↑  Sompayrac 2008，第2頁
27. ↑  Sompayrac 2008，第13–16頁
28. ↑  Dale DC, Boxer L, Liles WC; Boxer; Liles. . Blood. 2008-08, 112 (4): 935–45  [2014-12-19]. PMID 18684880. doi:10.1182/blood-2007-12-077917. （原始内容存档于2016-12-20）.
29. ↑  Dahlgren, C; A Karlsson. . Journal of Immunological Methods. 1999-12-17, 232 (1–2): 3–14. PMID 10618505. doi:10.1016/S0022-1759(99)00146-5.
30. ↑  Shatwell, KP; AW Segal. . The international journal of biochemistry and cell biology. 1996, 28 (11): 1191–95. PMID 9022278. doi:10.1016/S1357-2725(96)00084-2.
31. ↑  Klebanoff SJ. . Proc. Assoc. Am. Physicians. 1999, 111 (5): 383–89. PMID 10519157.
32. ↑  Meyer KC. . J. Lab. Clin. Med. 2004-09, 144 (3): 124–26  [2014-12-19]. PMID 15478278. doi:10.1016/j.lab.2004.05.014. （原始内容存档于2021-08-14）.
33. ↑  Hoffbrand, Pettit & Moss 2005，第118頁
34. ↑  Delves et al. 2006，第6–10頁
35. ↑  Schroder K, Hertzog PJ, Ravasi T, Hume DA; Hertzog; Ravasi; Hume. . J. Leukoc. Biol. 2004-02, 75 (2): 163–89  [2014-12-19]. PMID 14525967. doi:10.1189/jlb.0603252. （原始内容存档于2010-07-03）.
36. ↑  Delves et al. 2006，第188頁
37. 1 2  Sompayrac 2008，第17頁
38. ↑  Lipu HN, Ahmed TA, Ali S, Ahmed D, Waqar MA; Ahmed; Ali; Ahmed; Waqar. . J Pak Med Assoc. 2008-09, 58 (9): 516–18. PMID 18846805.
39. ↑  Kaplan J, De Domenico I, Ward DM; De Domenico; Ward. . Curr. Opin. Hematol. 2008-01, 15 (1): 22–29  [2014-12-19]. PMID 18043242. doi:10.1097/MOH.0b013e3282f2bcce. （原始内容存档于2012-05-11）.
40. ↑  Sompayrac 2008，第7頁
41. ↑  de Almeida SM, Nogueira MB, Raboni SM, Vidal LR; Nogueira; Raboni; Vidal. . Braz J Infect Dis. 2007-10, 11 (5): 489–95  [2014-12-19]. PMID 17962876. doi:10.1590/s1413-86702007000500010. （原始内容存档于2015-01-03）.
42. ↑  Sompayrac 2008，第22頁
43. ↑  Sompayrac 2008，第63頁
44. ↑  . Merriam-Webster Online Dictionary.   [2014-12-19]. （原始内容存档于2015-01-03）.
45. ↑  Li MO, Sarkisian MR, Mehal WZ, Rakic P, Flavell RA; Sarkisian; Mehal; Rakic; Flavell. . Science. 2003-11, 302 (5650): 1560–63  [2014-12-19]. PMID 14645847. doi:10.1126/science.1087621. （原始内容存档于2008-01-19）. (Free registration required for online access)
46. ↑  Wang X. . Science. 2003, 302 (5650): 1563–1566  [2016-06-17]. PMID 14645848. doi:10.1126/science.1087641. （原始内容存档于2008-05-21）. (Free registration required for online access)
47. ↑  Savill J, Gregory C, Haslett C. . Science. 2003, 302 (5650): 1516–17. PMID 14645835. doi:10.1126/science.1092533.
48. ↑  Zhou Z, Yu X; Yu. . Trends Cell Biol. 2008-10, 18 (10): 474–85. PMC 3125982 . PMID 18774293. doi:10.1016/j.tcb.2008.08.002.
49. ↑  Sompayrac 2008，第44頁
50. ↑  Sompayrac 2008，第4頁
51. ↑  Sompayrac 2008，第24–35頁
52. ↑  Delves et al. 2006，第171–184頁
53. ↑  Delves et al. 2006，第456頁
54. ↑  Timothy Lee. . Immunology for 1st Year Medical Students. Dalhousie University. 2004  [2014-12-19]. （原始内容存档于2008-01-12）.
55. ↑  Delves et al. 2006，第161頁
56. ↑  Sompayrac 2008，第8頁
57. ↑  Delves et al. 2006，第237–242頁
58. ↑  Lange C, Dürr M, Doster H, Melms A, Bischof F; Dürr; Doster; Melms; Bischof. . Immunol. Cell Biol. 2007, 85 (8): 575–81. PMID 17592494. doi:10.1038/sj.icb.7100088.
59. ↑  Steinman, Ralph M. . The Rockefeller University. 2004  [2014-12-19]. （原始内容存档于2009-03-11）.
60. ↑  Romagnani, S. . Internal and emergency medicine. 2006, 1 (3): 187–96. PMID 17120464. doi:10.1007/BF02934736.
61. ↑  Sompayrac 2008，第16–17頁
62. ↑  Sompayrac 2008，第18–19頁
63. ↑  Delves et al. 2006，第6頁
64. ↑  Zen K, Parkos CA; Parkos. . Curr. Opin. Cell Biol. 2003-10, 15 (5): 557–64  [2014-12-19]. PMID 14519390. doi:10.1016/S0955-0674(03)00103-0. （原始内容存档于2018-11-07）.
65. ↑  Sompayrac 2008，第79頁
66. ↑  Delves et al. 2006，第1–6頁
67. ↑  Hoffbrand, Pettit & Moss 2005，第117頁
68. ↑  Sompayrac 2008，第45頁
69. ↑  Takahashi K, Naito M, Takeya M; Naito; Takeya. . Pathol. Int. 1996-07, 46 (7): 473–85. PMID 8870002. doi:10.1111/j.1440-1827.1996.tb03641.x.
70. ↑  Krombach F, Münzing S, Allmeling AM, Gerlach JT, Behr J, Dörger M; Münzing; Allmeling; Gerlach; Behr; Dörger. . Environ. Health Perspect. 1997-09,. 105 Suppl 5 (Suppl 5): 1261–63. JSTOR 3433544. PMC 1470168 . PMID 9400735. doi:10.2307/3433544.
71. 1 2 3 4 5  Delves et al. 2006，第31–36頁
72. ↑  Ernst & Stendahl 2006，第8頁
73. ↑  Delves et al. 2006，第156頁
74. ↑  Delves et al. 2006，第187頁
75. ↑  Stvrtinová, Viera; Ján Jakubovský and Ivan Hulín. . . Computing Centre, Slovak Academy of Sciences: Academic Electronic Press. 1995. ISBN 80-967366-1-2.
76. ↑  Delves et al. 2006，第4頁
77. 1 2  Sompayrac 2008，第18頁
78. ↑  Linderkamp O, Ruef P, Brenner B, Gulbins E, Lang F; Ruef; Brenner; Gulbins; Lang. . Pediatr. Res. 1998-12, 44 (6): 946–50  [2014-12-19]. PMID 9853933. doi:10.1203/00006450-199812000-00021. （原始内容存档于2012-04-28）.
79. ↑  Paoletti, Notario & Ricevuti 1997，第62頁
80. ↑  
Soehnlein O, Kenne E, Rotzius P, Eriksson EE, Lindbom L; Kenne; Rotzius; Eriksson; Lindbom. . Clin. Exp. Immunol. 2008-01, 151 (1): 139–45. PMC 2276935 . PMID 17991288. doi:10.1111/j.1365-2249.2007.03532.x.
81. ↑  Soehnlein O, Kai-Larsen Y, Frithiof R,  et al. . J. Clin. Invest. 2008-10, 118 (10): 3491–502. PMC 2532980 . PMID 18787642. doi:10.1172/JCI35740.
82. ↑  Steinman RM, Cohn ZA; Cohn. . J. Exp. Med. 1973, 137 (5): 1142–62. PMC 2139237 . PMID 4573839. doi:10.1084/jem.137.5.1142.
83. 1 2  Steinman, Ralph. . The Rockefeller University.   [2014-12-19]. （原始内容存档于2009-06-27）.
84. ↑  Guermonprez P, Valladeau J, Zitvogel L, Théry C, Amigorena S; Valladeau; Zitvogel; Théry; Amigorena. . Annu. Rev. Immunol. 2002, 20: 621–67  [2014-12-19]. PMID 11861614. doi:10.1146/annurev.immunol.20.100301.064828.
85. ↑  Hoffbrand, Pettit & Moss 2005，第134頁
86. ↑  Sallusto F, Lanzavecchia A; Lanzavecchia. . Arthritis Res. 2002,. 4 Suppl 3 (Suppl 3): S127–32. PMC 3240143 . PMID 12110131. doi:10.1186/ar567.
87. ↑  Sompayrac 2008，第42–46頁
88. ↑  Novak, Natalija; Bieber, Thomas; Peng, Wen-Ming. . International Archives of Allergy and Immunology. 2010-01-01, 151 (1): 1–7  [2016-12-12]. ISSN 1423-0097. PMID 19672091. doi:10.1159/000232565. （原始内容存档于2016-12-20）.
89. ↑  Kalesnikoff J, Galli SJ; Galli. . Nature Immunology. 2008-11, 9 (11): 1215–23. PMC 2856637 . PMID 18936782. doi:10.1038/ni.f.216.
90. 1 2  
Malaviya R, Abraham SN; Abraham. . Immunol. Rev. 2001-02, 179: 16–24. PMID 11292019. doi:10.1034/j.1600-065X.2001.790102.x.
91. ↑  Connell I, Agace W, Klemm P, Schembri M, Mărild S, Svanborg C; Agace; Klemm; Schembri; Mărild; Svanborg. . Proc. Natl. Acad. Sci. U.S.A. 1996-09, 93 (18): 9827–32  [2014-12-19]. PMC 38514 . PMID 8790416. doi:10.1073/pnas.93.18.9827. （原始内容存档于2020-06-09）.
92. ↑  Malaviya R, Twesten NJ, Ross EA, Abraham SN, Pfeifer JD; Twesten; Ross; Abraham; Pfeifer. . J. Immunol. 1996-02, 156 (4): 1490–96  [2014-12-19]. PMID 8568252.
93. ↑  Taylor ML, Metcalfe DD; Metcalfe. . Allergy Asthma Proc. 2001, 22 (3): 115–19  [2014-12-19]. PMID 11424870. doi:10.2500/108854101778148764.
94. 1 2  Paoletti, Notario & Ricevuti 1997，第427頁
95. ↑  Birge RB, Ucker DS; Ucker. . Cell Death Differ. 2008-07, 15 (7): 1096–1102. PMID 18451871. doi:10.1038/cdd.2008.58.
96. ↑  Couzinet S, Cejas E, Schittny J, Deplazes P, Weber R, Zimmerli S; Cejas; Schittny; Deplazes; Weber; Zimmerli. . Infect. Immun. 2000-12, 68 (12): 6939–45  [2014-12-19]. PMC 97802 . PMID 11083817. doi:10.1128/IAI.68.12.6939-6945.2000. （原始内容存档于2020-06-08）.
97. ↑  Segal G, Lee W, Arora PD, McKee M, Downey G, McCulloch CA; Lee; Arora; McKee; Downey; McCulloch. . Journal of Cell Science. 2001-01, 114 (Pt 1): 119–129. PMID 11112696.
98. ↑  Rabinovitch M. . Trends Cell Biol. 1995-03, 5 (3): 85–87  [2014-12-19]. PMID 14732160. doi:10.1016/S0962-8924(00)88955-2. （原始内容存档于2019-03-04）.
99. 1 2 3 4 5  Todar, Kenneth. . 2008.   [2014-12-19]. （原始内容存档于2014-12-08）.
100. ↑  Alexander J, Satoskar AR, Russell DG; Satoskar; Russell. . J. Cell. Sci. 1999-09, 112 (18): 2993–3002  [2014-12-19]. PMID 10462516. doi:10.1242/jcs.112.18.2993. （原始内容存档于2023-02-21）.
101. ↑  Celli J, Finlay BB; Finlay. . Trends Microbiol. 2002-05, 10 (5): 232–37. PMID 11973157. doi:10.1016/S0966-842X(02)02343-0.
102. ↑  Valenick LV, Hsia HC, Schwarzbauer JE; Hsia; Schwarzbauer. . Experimental Cell Research. 2005-09, 309 (1): 48–55. PMID 15992798. doi:10.1016/j.yexcr.2005.05.024.
103. ↑  Burns SM, Hull SI; Hull. . Infect. Immun. 1999-08, 67 (8): 3757–62  [2014-12-19]. PMC 96650 . PMID 10417134.
104. ↑  Vuong C, Kocianova S, Voyich JM,  et al. . J. Biol. Chem. 2004-12, 279 (52): 54881–86  [2014-12-19]. PMID 15501828. doi:10.1074/jbc.M411374200. （原始内容存档于2023-02-21）.
105. ↑  Melin M, Jarva H, Siira L, Meri S, Käyhty H, Väkeväinen M; Jarva; Siira; Meri; Käyhty; Väkeväinen. . Infect. Immun. 2009-02, 77 (2): 676–84  [2014-12-19]. PMC 2632042 . PMID 19047408. doi:10.1128/IAI.01186-08.
106. 1 2  Foster TJ. . Nat. Rev. Microbiol. 2005-12, 3 (12): 948–58. PMID 16322743. doi:10.1038/nrmicro1289.
107. ↑  Sansonetti P. . Semin. Immunol. 2001-12, 13 (6): 381–90. PMID 11708894. doi:10.1006/smim.2001.0335.
108. ↑  Dersch P, Isberg RR; Isberg. . EMBO J. 1999-03, 18 (5): 1199–1213. PMC 1171211 . PMID 10064587. doi:10.1093/emboj/18.5.1199.
109. ↑  Antoine JC, Prina E, Lang T, Courret N; Prina; Lang; Courret. . Trends Microbiol. 1998-10, 6 (10): 392–401. PMID 9807783. doi:10.1016/S0966-842X(98)01324-9.
110. ↑  Das D, Saha SS, Bishayi B; Saha; Bishayi. . Inflamm. Res. 2008-07, 57 (7): 340–49. PMID 18607538. doi:10.1007/s00011-007-7206-z.
111. ↑  Hara H, Kawamura I, Nomura T, Tominaga T, Tsuchiya K, Mitsuyama M; Kawamura; Nomura; Tominaga; Tsuchiya; Mitsuyama. . Infect. Immun. 2007-08, 75 (8): 3791–3801  [2014-12-19]. PMC 1951982 . PMID 17517863. doi:10.1128/IAI.01779-06.
112. ↑  Datta V, Myskowski SM, Kwinn LA, Chiem DN, Varki N, Kansal RG, Kotb M, Nizet V; Myskowski; Kwinn; Chiem; Varki; Kansal; Kotb; Nizet. . Mol. Microbiol. 2005-05, 56 (3): 681–95. PMID 15819624. doi:10.1111/j.1365-2958.2005.04583.x.
113. ↑  Iwatsuki K, Yamasaki O, Morizane S, Oono T; Yamasaki; Morizane; Oono. . J. Dermatol. Sci. 2006-06, 42 (3): 203–14. PMID 16679003. doi:10.1016/j.jdermsci.2006.03.011.
114. 1 2  Denkers EY, Butcher BA; Butcher. . Trends Parasitol. 2005-01, 21 (1): 35–41  [2014-12-19]. PMID 15639739. doi:10.1016/j.pt.2004.10.004. （原始内容存档于2020-09-24）.
115. ↑  Gregory DJ, Olivier M; Olivier. . Parasitology. 2005,. 130 Suppl: S27–35  [2014-12-19]. PMID 16281989. doi:10.1017/S0031182005008139.
116. ↑  Paoletti pp. 426–30
117. ↑  Heinzelmann M, Mercer-Jones MA, Passmore JC; Mercer-Jones; Passmore. . Am. J. Kidney Dis. 1999-08, 34 (2): 384–99. PMID 10430993. doi:10.1016/S0272-6386(99)70375-6.
118. ↑  Lee WL, Downey GP; Downey. . Curr Opin Crit Care. 2001-02, 7 (1): 1–7. PMID 11373504. doi:10.1097/00075198-200102000-00001.
119. 1 2  Moraes TJ, Zurawska JH, Downey GP; Zurawska; Downey. . Curr. Opin. Hematol. 2006-01, 13 (1): 21–27. PMID 16319683. doi:10.1097/01.moh.0000190113.31027.d5.
120. ↑  Abraham E. . Crit. Care Med. 2003-04, 31 (4 Suppl): S195–99. PMID 12682440. doi:10.1097/01.CCM.0000057843.47705.E8.
121. ↑  
Ricevuti G. . Ann. N. Y. Acad. Sci. 1997-12, 832: 426–48. PMID 9704069. doi:10.1111/j.1749-6632.1997.tb46269.x.
122. ↑  
Charley B, Riffault S, Van Reeth K; Riffault; Van Reeth. . Ann. N. Y. Acad. Sci. 2006-10, 1081: 130–36. PMID 17135502. doi:10.1196/annals.1373.014.
123. ↑  Sompayrac 2008，第1頁
124. 1 2  Cosson P, Soldati T; Soldati. . Curr. Opin. Microbiol. 2008-06, 11 (3): 271–76  [2014-12-19]. PMID 18550419. doi:10.1016/j.mib.2008.05.005. （原始内容存档于2020-07-24）.
125. ↑  Bozzaro S, Bucci C, Steinert M; Bucci; Steinert. . Int Rev Cell Mol Biol. International Review of Cell and Molecular Biology. 2008, 271: 253–300  [2014-12-19]. ISBN 9780123747280. PMID 19081545. doi:10.1016/S1937-6448(08)01206-9. （原始内容存档于2020-09-24）.
126. ↑  Chen G, Zhuchenko O, Kuspa A; Zhuchenko; Kuspa. . Science. 2007-08, 317 (5838): 678–81  [2014-12-19]. PMC 3291017 . PMID 17673666. doi:10.1126/science.1143991.
127. ↑  Delves et al. 2006，第251–252頁
128. ↑  Hanington PC, Tam J, Katzenback BA, Hitchen SJ, Barreda DR, Belosevic M; Tam; Katzenback; Hitchen; Barreda; Belosevic. . Dev. Comp. Immunol. 2009-04, 33 (4): 411–29  [2014-12-19]. PMID 19063916. doi:10.1016/j.dci.2008.11.004. （原始内容存档于2020-07-24）.

## 外部連結
- 醫學主題詞表（MeSH）：Phagocytes
- 白血球吞噬細菌的影片（页面存档备份，存于）